# Haasgat
Haasgat est une grotte fossilifère située dans la province du Gauteng, en Afrique du Sud. Elle fait partie des sites des hominidés fossiles d'Afrique du Sud, ensemble de sites classés en 1999 au patrimoine mondial de l'UNESCO. Les fouilles entreprises à Haasgat depuis 1987 ont notamment livré de nombreux fossiles de primates.

## Situation

Inversions récentes du champ magnétique (en noir : périodes de même polarité qu'aujourd'hui ; en blanc : périodes de polarité inverse).

Haasgat se trouve à 20 km au nord-est des sites de Sterkfontein et Swartkrans, connus pour avoir livré de nombreux restes d'Hominina, et à environ 60 km au nord-nord-ouest de la ville de Johannesbourg.

## Historique
Le système karstique de Haasgat a été cartographié pour la première fois en 1987 par Jacques Martini et André Keyser à l'occasion d'une étude sur les grottes du Gauteng,. Les résidus de l'exploitation minière de la chaux laissés par les mineurs à Haasgat ont été tamisés par André Keyser à la fin des années 1980, livrant un assemblage fossile qui a été décrit dans plusieurs articles,,,. Puis le site fut délaissé pendant près de 20 ans. En 2010, une équipe internationale a relancé une campagne de fouilles complètes sur le site.

## Datation
L'analyse des fossiles trouvés dans les résidus de l'exploitation minière suggère un âge postérieur à la première apparition du taxon Equus en Afrique, il y a environ 2,3 Ma, et antérieur à 1,8 Ma. L'analyse paléomagnétique des couches sédimentaires en place dans la grotte donne un âge antérieur au subchron Olduvaï, il y a 1,95 Ma, et postérieur à la limite Gauss-Matuyama de 2,58 Ma. En conséquence, la majorité des fossiles trouvés à Haasgat sont datés entre 2,3 et 1,95 Ma.

## Vestiges fossiles
Les fouilles ont livré une vaste faune de vertébrés du Gélasien, notamment des primates, et une molaire supérieure partielle d'Hominina, datée dans la fourchette indiquée ci-dessus et attribuable à une espèce d'Australopithèque ou d'Homo archaîque, à l'exclusion du genre Paranthrope.